# Dimethyltryptamin
N,N-Dimethyltryptamin, kurz DMT, ist ein halluzinogenes Tryptamin-Alkaloid. Es wird als Psychedelikum bzw. Entheogen geraucht (als freie Base oder aufgebracht auf Kräuter mit MAO-Hemmern als sogenanntes Changa), geschnupft (als Yopo und als Kristalle der freien Base) oder injiziert (als Fumaratsalz). Peroral (etwa als Ayahuasca) wirkt es nur bei gleichzeitiger bzw. vorheriger Einnahme von Monoaminooxidase-Hemmern (kurz MAOH oder MAOI), da DMT sehr rasch (First-Pass-Effekt) vom körpereigenen Enzym Monoaminooxidase (Typ A) abgebaut wird.
Dimethyltryptamin wurde erstmals im Jahre 1931 von dem kanadischen Chemiker Richard Helmuth Fredrick Manske (1901–1977) synthetisiert.

## Wirkungen
DMT wirkt intensiv auf den visuellen Cortex des Gehirns ein und führt zu einer ausgeprägten Veränderung des visuellen Erlebens. Der Konsument bleibt sich in der Regel der Tatsache bewusst, dass er berauscht ist, und unterliegt im strengeren Sinn keinen Sinnestäuschungen, sondern extremen Formen von Pseudohalluzinationen. Höhere Dosierungen führen teils zu einer verzerrten Wahrnehmung der Realität. Der Konsum kann zu Erlebnissen führen, die einer Nahtoderfahrung ähnlich sind. Orale Einnahme, kombiniert mit MAO-Hemmern, führt meist zu Erbrechen, teils begleitet von Durchfall.

## Pharmakologie
DMT wirkt als Voll-Agonist am 5-HT2A-Rezeptor und bindet sich nicht selektiv mit Bindungsaffinitäten < 0,6 μM an folgende Serotonin-Rezeptoren: 5-HT1A, 5-HT1B, 5-HT1D, 5-HT2A, 5-HT2B, 5-HT2C, 5-HT6 und 5-HT7. Auch bindet sich DMT an den Sigma-1-Rezeptor, was als Hinweis für seine Rolle als endogener Neurotransmitter gedeutet wird. Das Gehirn von Ratten ist in der Lage, DMT zu synthetisieren und auszuschütten in Konzentrationen, die vergleichbar mit bekannten Neurotransmittern sind.
Im Gegensatz zu typverwandten Halluzinogenen wie LSD, Psilocin und Meskalin bildet DMT keine Toleranz aus, der Grund dafür ist unklar. Untersuchungen an Ratten und Fliegen deuten darauf hin, dass DMT neuronale Plastizität fördert.

## Verwendung und Vorkommen

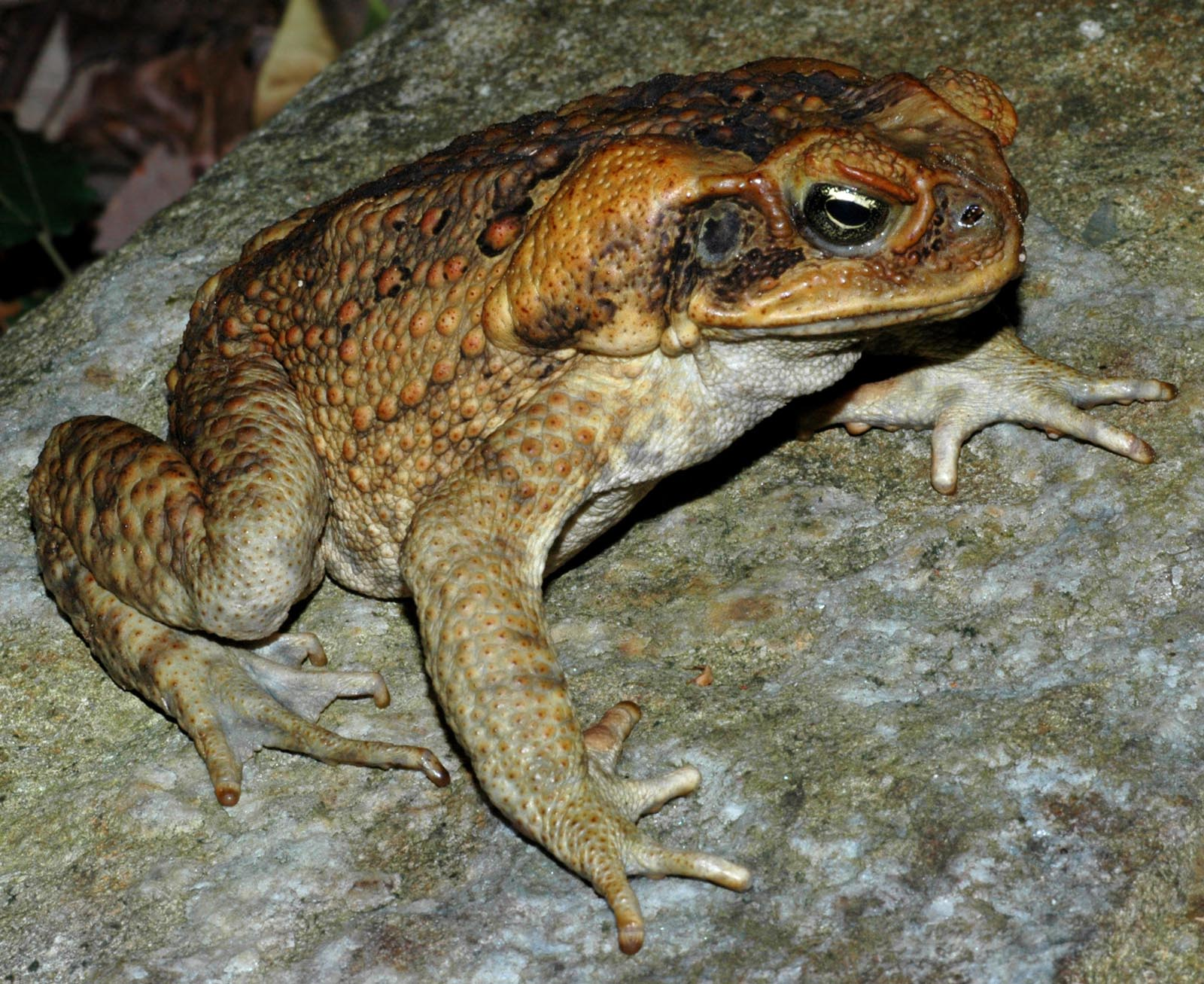
Aga-Kröte (Bufo marinus)

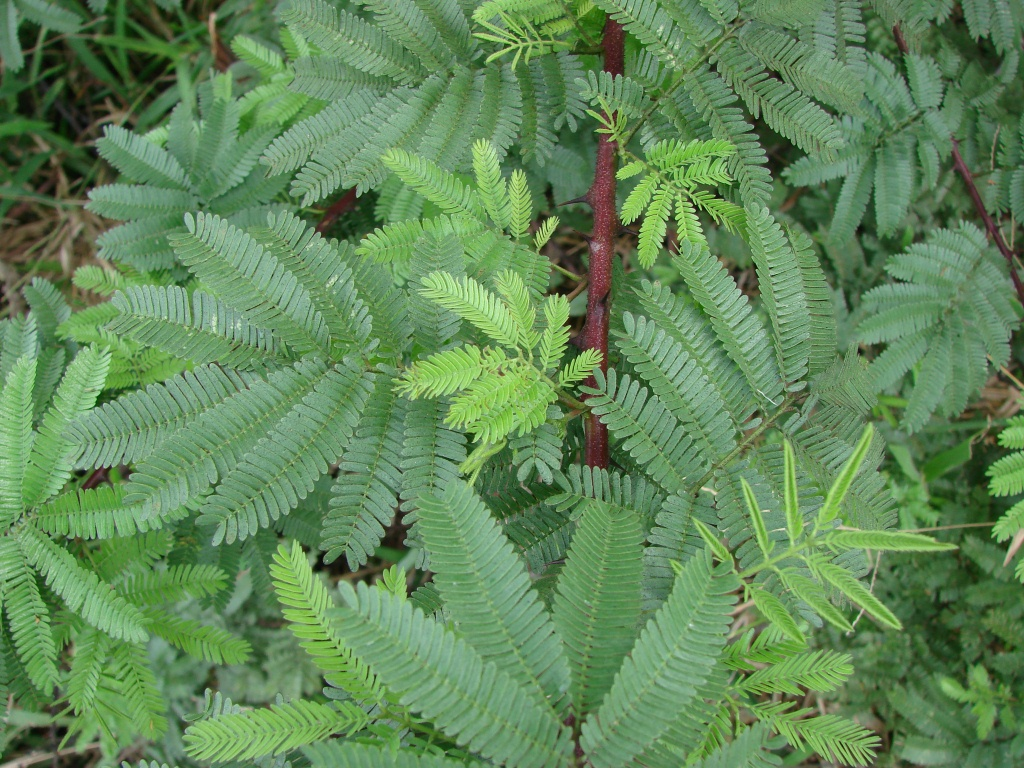
Mimosa tenuiflora syn. Mimosa hostilis

In Südamerika wird DMT seit Jahrtausenden verwendet. Es ist der Hauptwirkstoff von Ayahuasca, einem zu Heilzwecken verwendeten Gebräu indigener Kulturen Südamerikas. Ayahuasca besteht aus einer DMT-Quelle (meist Psychotria viridis oder Diplopterys cabrerana) sowie monoaminooxidasehemmender Zutaten (meist Banisteriopsis caapi, eine Lianenart).
Weitere Pflanzen, in denen DMT mit erhöhtem Anteil enthalten ist, sind Mimosa hostilis, Anadenanthera peregrina, Codariocalyx motorius (Telegrafenpflanze), Schilfrohr (Phragmites australis), Phalaris arundinacea (Rohrglanzgras) und andere Unterarten, viele Arten der Gattung Acacia sowie weiteren Pflanzen. Das strukturell nah verwandte 5-Methoxy-N,N-dimethyltryptamin kommt in den Hautdrüsensekreten der Aga-Kröte vor. Ob DMT in einigen Geweben, auch des menschlichen Organismus, als „endogenes Dimethyltryptamin“ produziert wird, ist noch nicht abschließend wissenschaftlich bewiesen, dennoch legen einige Untersuchungen diese Annahme nahe.

## Rechtsstatus

### Deutschland
In der Bundesrepublik Deutschland ist DMT auf Grund seiner Aufführung in der Anlage I des Betäubungsmittelgesetzes (BtMG) ein nicht verkehrsfähiges Betäubungsmittel. Dasselbe gilt für DMT-haltige Pflanzen oder Stoffgemische, die für den Missbrauch zu Rauschzwecken vorgesehen sind. Der Umgang ohne Erlaubnis ist grundsätzlich strafbar.

### Österreich
In Österreich ist DMT im Suchtmittelgesetz (SMG) erfasst. Der Erwerb, der Besitz, die Ein- und Ausfuhr, die Überlassung an und Verschaffung für andere (Weitergabe und Verkauf) sind strafbar. DMT-haltige Pflanzen sind nicht im Suchtmittelgesetz erfasst. Wenn Pflanzen für die Herstellung von DMT gezogen werden, ist das aber strafbar.

### Kanada
Seit 2023 ist in der kanadischen Provinz Alberta die Nutzung von DMT zu medizinischen Zwecken im Rahmen der Psychotherapie mit Psychedelika legal.